# Bobby Trainor
Robert Trainor, plus connu sous le nom de Bobby Trainor (né le 25 avril 1934 en Irlande du Nord) est un joueur de football nord-irlandais qui évoluait au poste de milieu de terrain.

## Biographie

### Carrière en sélection
Avec l'équipe d'Irlande du Nord, il figure dans le groupe des sélectionnés lors de la Coupe du monde de 1958. Il ne joue toutefois aucun match avec la sélection nord-irlandaise.
Il dispute tout de même cinq rencontres (pour trois buts inscrits) avec la sélection des amateurs.

## Palmarès
- Vainqueur de la Gold Cup en 1959 avec Coleraine